# Copa dos Campeões Europeus da FIBA de 1962–63
A Temporada da Copa dos Campeões Europeus de 1962-1963 foi a 6ª edição do torneio e foi vencido pelo CSKA Moscou pela segunda vez marcando a hegemonia soviética nos anos 60 na Euroliga. O Real Madrid novamente chegou a final e foi vencido na primeira final da liga que foi disputada em três jogos pois o resultado agregado dos dois jogos dava como empatado, então foi marcado novo jogo para desempate.

## Primeira Fase
| Equipe 1              | Total   | Equipe 2               | 1.º jogo | 2.º jogo |
| --------------------- | ------- | ---------------------- | -------- | -------- |
| Landlust              | 124–166 | Wisła Cracóvia         | 67–76    | 57–90    |
| Darüşşafaka           | 147–149 | Honvéd                 | 67-76    | 80-73    |
| Vorwärts Leipzig      | 91–152  | CSKA Moscou            | 51-82    | 40-70    |
| Celtic                | 75–126  | Alsace de Bagnolet     | 44-101   | 31-115   |
| Maccabi Tel Aviv      | 118–131 | AŠK Olimpija           | 46-60    | 72-71    |
| Stade Francais Geneva | 104–133 | Alemannia Aachen       | 45-60    | 59-73    |
| Alliance              | 60–110* | Simmenthal Milano      | 60-110   |          |
| Benfica               | 108–207 | Real Madrid            | 61-97    | 47-110   |
| KFUM Söder            | 125–145 | Helsingin Kisa-Toverit | 59-73    | 66-72    |
| Antwerpse             | 131–169 | Spartak ZJŠ Brno       | 74-81    | 57-88    |
| SISU Copenhagen       | 98–134  | Etzella Ettelbruck     | 55-72    | 43-62    |

*série decidida em jogo único em Casablanca.

## Oitavas de Finais
| Equipe 1               | Total   | Equipe 2          | 1.º jogo | 2.º jogo |
| ---------------------- | ------- | ----------------- | -------- | -------- |
| Levski-Spartak         | 104–177 | CSKA Moscou       | 55–83    | 49–94    |
| Honvéd                 | 137–126 | Steaua Bucureşti  | 74–73    | 63–53    |
| Alsace Bagnolet        | 174–189 | AŠK Olimpija      | 80-61    | 94-128   |
| Alemannia Aachen       | 120–145 | Simmenthal Milano | 67-69    | 53-76    |
| Panathinaikos Atenas   | 133–187 | Real Madrid       | 73-97    | 60-90    |
| Helsingin Kisa-Toverit | 142–172 | Spartak ZJŠ Brno  | 83-87    | 59-85    |
| Etzella Ettelbruck     | 105–198 | Wisła Cracóvia    | 52–83    | 53–115   |

Automaticamente classificado para as quartas de finais
- Dinamo Tbilisi (Detentor do Título)

## Quartas de finais
| Equipe 1       | Total    | Equipe 2          | 1.º jogo | 2.º jogo |
| -------------- | -------- | ----------------- | -------- | -------- |
| AŠK Olimpija   | 158–162  | Spartak ZJŠ Brno  | 86-83    | 72-79    |
| Honvéd         | 170–170* | Real Madrid       | 101–96   | 69–74    |
| Dinamo Tbilisi | 139–138  | Simmenthal Milano | 65-70    | 74-68    |
| Wisła Cracóvia | 122–152  | CSKA Moscow       | 75–72    | 47–80    |

*Um jogo de desempate foi marcado para 2 de abril de 1963 em Madrid entre Real Madrid e Honvéd vencido pela equipe madrilenha por 77-65.

## Semi finais
| Equipe 1         | Total   | Equipe 2    | 1.º jogo | 2.º jogo |
| ---------------- | ------- | ----------- | -------- | -------- |
| Spartak ZJŠ Brno | 146–150 | Real Madrid | 79-60    | 67-90    |
| Dinamo Tbilisi   | 137–155 | CSKA Moscou | 59-76    | 78-79    |

## Finais

### Jogo de Ida
| 27 de Julho de 1963 23:15 | Relatório | Real Madrid                     | 86–69 | CSKA Moscou    |  | Frontón “Fiesta Alegre”, Madrid Público: 5.000 Árbitros: Franco Germani (GER) e Czeslaw Raczinski (POL) |  |
| 27 de Julho de 1963 23:15 | Relatório | Placar por quarto: 35–26, 51-43 |       |                |  | Frontón “Fiesta Alegre”, Madrid Público: 5.000 Árbitros: Franco Germani (GER) e Czeslaw Raczinski (POL) |  |
| 27 de Julho de 1963 23:15 | Relatório | Pts: Sevillano 26               |       | Pts: Travin 15 |  | Frontón “Fiesta Alegre”, Madrid Público: 5.000 Árbitros: Franco Germani (GER) e Czeslaw Raczinski (POL) |  |

### Jogo de Volta
| 31 de Julho de 1963 19:00 | Relatório | CSKA Moscou                     | 91–74 | Real Madrid  |  | Lenin Palácio de Esportes Lenin, Moscou Público: 20.000 Árbitros: Goffredo Sussi (ITA) e Curt Uberal (CZE) |  |
| 31 de Julho de 1963 19:00 | Relatório | Placar por quarto: 48–34, 43-40 |       |              |  | Lenin Palácio de Esportes Lenin, Moscou Público: 20.000 Árbitros: Goffredo Sussi (ITA) e Curt Uberal (CZE) |  |
| 31 de Julho de 1963 19:00 | Relatório | Pts: Khrynin 17                 |       | Pts: Luyk 22 |  | Lenin Palácio de Esportes Lenin, Moscou Público: 20.000 Árbitros: Goffredo Sussi (ITA) e Curt Uberal (CZE) |  |

### Jogo de Desempate
| 1 de Agosto de 1963 19:00 | Relatório | CSKA Moscou                     | 99–80 | Real Madrid    |  | Lenin Palácio de Esportes Lenin, Moscou Público: 20.000 Árbitros: Goffredo Sussi (ITA) e Curt Uberal (CZE) |  |
| 1 de Agosto de 1963 19:00 | Relatório | Placar por quarto: 48–32, 51-48 |       |                |  | Lenin Palácio de Esportes Lenin, Moscou Público: 20.000 Árbitros: Goffredo Sussi (ITA) e Curt Uberal (CZE) |  |
| 1 de Agosto de 1963 19:00 | Relatório | Pts: Volnov 26                  |       | Pts: Burges 20 |  | Lenin Palácio de Esportes Lenin, Moscou Público: 20.000 Árbitros: Goffredo Sussi (ITA) e Curt Uberal (CZE) |  |

| Copa dos Campeões Europeus 1962-63 Campeões |
| ------------------------------------------- |
| CSKA Moscou 2º Título                       |